# Petr Hořejš
Petr Hořejš (7. září 1938 Bratislava – 27. července 2023) byl český publicista, scenárista, spisovatel, mj. autor osmnácti dílů historického cyklu (1979–2022) Toulky českou minulostí.

## Život
Vystudoval FF UK v Praze, katedru novinářství, absolvoval v roce 1961 v ročníku s Vladimírem Jiránkem, Přemkem Podlahou a Jiřím Hanákem. Do roku 1970 se živil jako redaktor a nakladatelský pracovník. Poté, co upadl v nemilost tehdejšího politického režimu pro odmítání sovětské okupace v roce 1968, psal pod pseudonymy (Petr Hora, Péťa Vařič a Péťa Rodič) novinářské sloupky a zároveň pracoval jako čerpač a měřič vodních zdrojů. V letech 1990–1991 byl ředitelem nakladatelství Albatros, 1991–1994 redaktorem Mladého světa, poté působil ve svobodném povolání. V sedmdesátých a osmdesátých letech spolupracoval s Prázdninovou školou Lipnice. Je autorem metodické příručky „Prázdniny se šlehačkou“ (Mladá fronta, Praha 1984). Spolupracoval s Prázdninovou školou Lipnice a byl zakládajícím členem Lipnického stipendijního fondu. Byl též spoluzakladatelem nadace Pangea.
Ze tří partnerských vztahů měl čtyři dcery a dva syny.